# Apsara
Apsara (sanskrtsko अप्सरा, latinizirano: apsaras, apsarā, palijsko अक्चरा, latinizirano: accharā) je vrsta ženskega duha oblakov in voda v hinduizmu in budistični kulturi. Imajo vidno vlogo v kiparstvu, plesu, literaturi in slikarstvu mnogih indijskih in jugovzhodnoazijskih kultur. Obstajata dve vrsti apsar: laukika (svetovna) in daivika (božanska). Urvasi, Menaka, Rambha, Tilotama in Ghritači so najbolj znane med njimi.
Apsare so splošno znane kot Apsara (អប្សរា Âbsâréa) v kmerščini in imenovane tudi kot Accharā v paliju ali Bidadari (malajsko, Maranao), Biradali (Tausug, Sinama), Hapsari/Apsari ali Vidadari/Vidjadari (javansko), Helloi (Meitei) in Apsorn (tajsko: อัปสร). Možni prevodi besede Apsara so "nimfa", "vila", 'nebeška nimfa' in 'nebeška deklica'.
V hinduizmu so apsare čudovita, nadnaravna ženska bitja. So mladostne in elegantne ter vrhunske v plesni umetnosti. Pogosto so žene Gandharve, Indrinih dvornih glasbenikov. Plešejo na glasbo, ki jo ustvarjajo Gandharve, običajno v palačah bogov, zabavajo in včasih zapeljejo deve in rišije. Kot eterična bitja, ki naseljujejo nebo in so pogosto upodobljena med begom ali v službi boga, jih lahko primerjamo z angeli.
Apsare naj bi lahko poljubno spreminjale svojo obliko in vladale nad bogastvom iger na srečo. Apsare včasih primerjajo z muzami stare Grčije, pri čemer vsaka od 26 apsar na Indrinem dvoru predstavlja poseben vidik uprizoritvene umetnosti. Povezane so z obredi plodnosti. Bhagavata Purana tudi navaja, da so se apsare rodile iz Kašjape in Munija.

## Etimologija
Izvor apsara je sanskrtski अप्सरस्, apsaras (v obliki debla, ki je slovarska oblika). Opomba: Osnovna oblika se konča na 's' za razliko od, npr. nominativa ednine Ramas/Ramaḥ (božanstvo Ram v hindujščini), katerega osnovna oblika je Rama. Imeniška ednina je अप्सरास् apsarās ali अप्सरा: apsarāḥ, ko stoji samostojno, kar v hindujščini postane अप्सरा apsarā.	

## V umetnosti

### Natya Šastra
Natja Šastra (sanskrt: नाट्य शास्त्र, Nāṭyaśāstra), glavno delo dramske teorije sanskrtske drame, navaja naslednje apsare: Manjukesi, Sukesi, Misrakesi, Suločana, Saudamini, Devadata, Devasena, Manorama, Sudati, Sundari, Vigagdha, Vividha, Budha, Sumala, Santati, Sunanda, Sumukhi, Magadhi, Arjuni, Sarala, Kerala, Dhrti, Nanda, Supuskala, Supuspamala in Kalabha.

### Kambodža
Apsare predstavljajo pomemben motiv v kamnitih reliefih angkorskih templjev v Kambodži (8.–13. stol. n. št.), vendar se vse ženske podobe ne štejejo za apsare. V skladu z indijsko povezavo plesa z apsarami se kmerske ženske figure, ki plešejo ali so pripravljene na ples, štejejo za apsare; ženske figure, upodobljene posamezno ali v skupinah, ki stojijo mirno in obrnjene naprej v maniri tempeljskih varuhov ali skrbnic, se imenujejo deve.
Angkor Vat, največji angkorski tempelj (zgrajen v letih 1113-1150 n. št.), ima tako apsare kot deve, vendar je tip deve najštevilčnejši z več kot 1796 v sedanjem popisu raziskav. Arhitekti Angkor Vata so uporabili majhne slike apsar (30–40 cm, kot je prikazano spodaj) kot okrasne motive na stebrih in stenah. Vključili so večje podobe dev (vsi portreti celega telesa, ki merijo približno 95–110 cm) bolj vidno na vsaki ravni templja od vstopnega paviljona do vrhov visokih stolpov. Leta 1927 je Sappho Marchal objavila študijo, v kateri je katalogizirala izjemno raznolikost njihovih las, pokrival, oblačil, drže, nakita in okrasnih rož, za katere je Marchalova zaključila, da temeljijo na dejanskih praksah iz obdobja Angkor. Nekatere deve se pojavijo z rokami drug druge in se zdi, kot da pozdravljajo gledalca. »Zdi se, da deve poosebljajo vse elemente prefinjene elegance«, je zapisala Marchalova.
Reliefi angkorskih templjev so postali navdih kmerskega klasičnega plesa. Avtohtona baletna uprizoritvena umetnost Kambodže se pogosto imenuje »ples Apsara«. Ples je ustvaril kamboški kraljevi balet sredi 20. stoletja pod pokroviteljstvom kamboške kraljice Sisowath Kossamak. Vlogo apsare igra ženska, oblečena v oprijeto tradicionalno obleko s pozlačenim nakitom in pokrivalom, oblikovanim po reliefih Angkorja, katere graciozne, vijugaste poteze so kodificirane za pripovedovanje klasičnih mitov ali verskih zgodb.

### Java in Bali, Indonezija
V indonezijskem jeziku v srednjem veku so apsare znane tudi kot bidadari, ki se povezujejo z vidjadharis (iz sanskrtske besede vidhyadhari: vidhya, 'znanje'; dharya, 'imeti, nosilec ali prinašalec'), znane kot Bidadari v sodobni indonezijščini ženske vidyādharas, drugega razreda nebesnih bitij v indijski mitologiji. Vidyādhara dobesedno pomeni »obseden od znanosti ali urokov« in se nanaša na »nekakšno nadnaravno bitje ... ki ima magično moč«. Bidadarije so nebeške deklice, ki živijo v svargaloki ali v nebeški Indrini palači, opisane v balijskem plesu dedari (bidadari ali apsara).
Tradicionalno so apsare opisane kot nebesne deklice, ki živijo v Indrinih nebesih (Kaéndran). Znane so po svoji posebni nalogi: Indra jih je poslal na zemljo, da bi zapeljali askete, ki bi s svojimi strogimi praksami lahko postali močnejši od bogov. Ta tema se pogosto pojavlja v javanskih tradicijah, vključno z Kakavin Arjunavivaha, ki jo je napisal mpu Kanva leta 1030 med vladavino kralja Airlanga. Zgodba pripoveduje, da se je Arjuna, da bi premagal velikana Nivatakavako, lotil meditacije in asketizma, nakar je Indra poslal apsare, da bi ga zapeljale. Arjuna pa je uspel premagati svoje poželenje in nato od bogov osvojiti vrhunsko orožje za poraz velikana.
Kasneje v javanski tradiciji se je apsara imenovala tudi Hapsari, znana tudi kot Vidodari (iz sanskrtske besede vidyādhari). Javanska hindujsko-budistična tradicija je vplivala tudi na Bali. V balijskem plesu se je pogosto pojavljala tema nebeških deklet. Plesi, kot sta Sanghyang Dedari in Legong, so na svoj način upodabljali božanske deklice. Na dvoru sultanata Mataram je tradicija upodabljanja nebeških deklet v plesu še vedno živa. Javanski dvorni plesi Bedhaya prikazujejo apsare.
Po sprejetju islama pa se bidadari enači s houri, nebeško deklico, ki jo omenja Koran, v katerem je Bog izjavil, da so »prepovedani biseri« nebes za tiste ljudi, ki so se uprli skušnjavi in prestali življenjske preizkušnje. Islam se je razširil na malajskem arhipelagu, ko so arabski trgovci prišli trgovat z začimbami z Malajci; takrat je hinduizem tvoril osnovo malajske kulture, toda sinkretizem z islamsko vero in kulturo je rodil idejo o bidadariju. Običajno se nanj gleda kot na cenjeno ponudbo za tiste, ki so živeli v življenjskem slogu, ki je služil in ugajal Bogu; po smrti je bila Bidadarijeva žena ali žene, odvisno od tega, kakšna oseba je bil. Vrednost človeka, ki mu je bil ponujen bidadari, je bila odvisna od njegove svetosti: kako pogosto je molil, koliko se je obrnil stran od »zunanjega sveta« in kako malo je upošteval posvetne želje.
Slike apsar najdemo v več templjih starodavne Jave iz obdobja dinastije Sailendra do obdobja imperija Majapahit. Nebeške deklice apsare lahko najdemo kot okrasne motive ali tudi kot sestavni del zgodbe v reliefu. Slike apsar lahko najdemo na Borobudurju, Mendutu, Prambananu, Plaosanu in Penataranu.
V Borobudurju so apsare upodobljene kot božansko lepe nebeške deklice, upodobljene bodisi v stoječem ali letečem položaju, ki običajno držijo lotosove cvetove, razprostirajo cvetne liste ali mahajo z nebeškimi oblačili, kot bi bila krila, ki jim omogočajo letenje. Tempelj Mendut blizu Borobudurja je upodabljal skupine devat, božanskih bitij, ki so letela v nebesih, med katerimi so bile tudi apsare. V kompleksu templja Prambanan, zlasti v Višnujevem templju, skupaj z galerijo najdemo nekaj slik moškega devata, obkroženih z dvema apsarama.

### Manipur, Indija
V starodavni manipurski kulturi ljudstva Meitei iz severovzhodne Indije veljajo apsare za nebesne nimfe ali heloje kot leteča bitja, podobna človeškemu ženskemu telesu, ki privabljajo moške potepuhe ali vse viteze, ki so se izgubili v gozdu. Znane so bile po svoji lepoti, glamurju, magičnih močeh in očarljivem nadnaravnem androfilnem magnetizmu. Verjame se, da jih je sedem in so hčere boga neba ali božanstva Soraren.

### Champa
Apsare so bile tudi pomemben motiv v umetnosti Champa, srednjeveške sosede Angkorja na vzhodu ob obali današnjega osrednjega Vietnama. Posebej omembe vredne so upodobitve apsar v slogu Tra Kieu umetnosti Chamov, slogu, ki je cvetel v 10. in 11. stoletju našega štetja.

### Kitajska
Apsare so pogosto upodobljene v vzhodnoazijski budistični umetnosti. V kitajščini se imenujejo feitian (poenostavljeno kitajsko: 飞天; tradicionalno kitajsko: 飛天).
Upodobljene so kot leteče figure na stenskih poslikavah in skulpturah budističnih jamskih najdišč na Kitajskem, kot so jame Mogao, jame Julin, jame Tianlongšan, Jungang  in Jame Longmen. Upodobljeni so tudi na ploščicah pagod, kot je pagoda Šjuding-si.
Lahko so tudi upodobljene kot plesalke ali glasbenice, ki držijo glasbila, kot so flavta, pipa ali šeng. Na splošno so upodobljene z dolgim krilom, ki plapola v vetru.

## V popularni kulturi
Asure so navdihnile tudi Askyas Powers v namizni igri vlog Gandariah Lords of Arcanas universe.

## Galerija
- Ples apsar, posnet iz templja Bayon iz 12. stoletja v Angkorju v Kambodži.
- Apsare so upodobljene na podstavku Tra Kieu, delu chamske umetnosti iz 10. stoletja.
- Apsara iz jame Julin blizu Dunhuanga na Kitajskem
- Apsara igra konghouja s feniksovo glavo - jama Julin 15
- Apsara Surasundari v Borobudurju
- Slika apsare v Sigiriji, Šrilanka
- Kmerska apsara plesalka